# Endless Love (chanson)
Pour les articles homonymes, voir Endless Love.
Endless Love est une chanson interprétée par Diana Ross et Lionel Richie, qui officie en tant que premier extrait de la bande originale du film Un amour infini de Franco Zeffirelli, sortie le 1er aout 1981. La chanson a été écrite et composée par Lionel Richie.
Le titre a également été repris en 1994 par Luther Vandross et Mariah Carey, sur l'opus Songs du chanteur et bénéficie d'une autre version interprétée par Lionel Richie et Shania Twain sur l'opus Tuskegee de Lionel Richie en 2012. La revue musicale à succès American Rock Story a également fait une place à sa version sur l'album inspiré du spectacle en 2015, chanté cette fois par Marc-André Fortin et Kim Richardson.

## Genèse
Le titre officie en tant que premier extrait de la bande originale du film Un amour infini de Franco Zeffirelli, ayant pour tête d'affiche Brooke Shields et marquant ainsi le tout premier rôle de  Tom Cruise.
La chanson fut écrite et produite par Lionel Richie et arrangée par Gene Page.
Si le film n'est pas un succès, la chanson titre, s'érige quant à elle, à la seconde meilleure vente de singles de l'année 1981, en devenant no 1 au  Billboard Hot 100.
Diana Ross a également enregistré une version solo de ce titre pour son album Why Do Fools Fall in Love, qui est aussi son dernier succès chez Motown.
La chanson obtient une nomination  Oscar de la meilleure chanson originale et remporte le prix de la meilleure chanson Pop/Rock aux  American Music Awards.

## Classement hebdomadaire
| Chart (1981)                      | Peak position |
| --------------------------------- | ------------- |
| Australie Kent Music Report       | 1             |
| Canada Singles Chart              | 1             |
| Pays-Bas Singles Chart            | 100           |
| Norvège Singles Chart             | 8             |
| Suède Singles Chart               | 5             |
| Suisse Singles Chart              | 6             |
| Royaume-Uni Singles Chart         | 7             |
| U.S. Billboard Hot 100            | 1             |
| U.S. Billboard Adult Contemporary | 1             |
| U.S. Billboard Black Singles      | 1             |

### Fin de classements
| End of decade (1980–1989) | Position |
| ------------------------- | -------- |
| U.S. Billboard Hot 100    | 3        |

## Reprise de Luther Vandross et Mariah Carey
Walter Afanasieff  produit la reprise de la chanson pour  Luther Vandross  and  Mariah Carey. ce titre est le second extrait de l'opus Songs de Luther Vandross, sorti 29 août 1994. En  1995, la chanson est nommée dans la catégorie meilleure collaboration vocale aux  Grammy Awards. Columbia Records  inclus ce titre dans les compilations Greatest Hits (2001) et plus tard The Ballads (2008) de Mariah Carey.

### Accueil
Le 10 septembre 1994, Endless Love débute à la 31e place au Billboard et atteint le second rang quelques semaines plus tard. 
Le titre devient le 5e top-10 de Luther Vandross et le douzième top-10 de Mariah Carey. Il est certifié disque d'or par la  RIAA.
La chanson atteint le top-20 dans de nombreux pays comme l'Australie, le  Royaume-Uni et les  Pays-Bas et se classe dans le top-10 des meilleures ventes de singles en  Nouvelle-Zélande.

### Pistes et formats
7" Single
1. "Endless Love" - 4:21
2. "Endless Love" (Instrumental) - 4:22

CD Single Japonais
1. "Endless Love" - 4:21
2. "Endless Love" (Mariah Only) - 4:22
3. "Endless Love" (Luther Only) - 4:22
4. "Endless Love" (Instrumental) - 4:22

CD Maxi Single Européen
1. "Endless Love" - 4:21
2. "Endless Love" (Instrumental) - 4:22
3. "Never Too Much (Live) - 5:00
4. "Any Love" (Live) - 5:22
5. "She Won't Talk To Me" (Live) - 5:14

### Classement
| Chart (1994)                                 | Peak position |
| -------------------------------------------- | ------------- |
| Australian Singles Chart                     | 2             |
| Austrian Singles Chart                       | 13            |
| Canadian Singles Chart                       | 14            |
| Dutch Singles Chart                          | 6             |
| European Singles Chart                       | 7             |
| Finnish Singles Chart                        | 11            |
| French Singles Chart                         | 12            |
| German Singles Chart                         | 14            |
| Irish Singles Chart                          | 4             |
| New Zealand Singles Chart                    | 1             |
| Norwegian Singles Chart                      | 6             |
| Swedish Singles Chart                        | 10            |
| Swiss Singles Chart                          | 6             |
| UK Singles Chart                             | 3             |
| U.S. Billboard Hot 100                       | 2             |
| U.S. Billboard Hot Adult Contemporary Tracks | 11            |
| U.S. Billboard Hot R&B Singles               | 7             |